# Свято-Покровський храм (Дмитрівка)
Свято-Покровський храм — в с. Дмитрівка у Горішньоплавнівській міській громаді Кременчуцького району Полтавської області.
Побудований у 1842 р. В різних джерелах відомий також як Покровська церква. При церкві діяли: бібліотека, церковнопарафіяльне попечительство.
Під час Другої Світової війни, за окупації, церква стала місцем утримання військовополонених. 
Зруйнована в 1961 році, як і 6 церков в с.Келеберда, а також з церковю в селі Горішні Плавні (в зв'язку з будівництвом відвалів Полтавського ГЗК, вона була останньою діючою церквою в окрузі, оскільки з приходом радянської влади в місцевих селах усі храми були знищені),  де шаленіли у своїй запопадливості сільські «активісти» влаштували із зруйнованого іконостасу багаття.

## Священики
Пантелеимон Григорьевич Прусаков — 12 червня 1892 р. був переведений священником до Свято-Покровського храму с. Дмитрівка Кременчуцького повіту.